# Institut Abrasax
L'Institut Abrasax, paravent d'une poignée de sectes belges liées à la Wicca, était un centre de recherches et d'études des phénomènes inexpliqués, mais aussi des parasciences et de tout ce qui concernait les diverses formes de magie. On y donnait des cours sur les sciences occultes. En décembre 1996, l'institut fut soupçonné de se faire livrer des enfants par Marc Dutroux pour des meurtres rituels dans le cadre de rituels satanistes. Cette piste a finalement tourné court.

## Historique
Fondé en 1990 à Forchies-la-Marche près de Charleroi par Francis Desmedt dit Grand Maître Anubis (né à Ixelles en 1946 et mort d'un cancer en 2006), par ailleurs employé d'une grande administration publique (Musée d'histoire naturelle de Bruxelles), et Dominique Kindermans dite la Grande-Prêtresse Suprême Nahema-Nephthys (fonctionnaire née à Uccle en 1950), l'Institut Abrasax proposait un enseignement reconnu par Yul Rugga Grand Maître Suprême Wicca Occidentale. 
On pouvait ainsi s'informer de thèmes variés : magie cérémonielle, nécromancie, gnose, etc. Globalement, l'Institut Abrasax se réclamait de la « Wicca Occidentale » (filiation CIL par distinction de celle des Coutela). Ses membres se disaient « luciférien », « sorciers » ou parfois tout simplement « mages ».
L'Institut Abrasax, né sur les cendres de l'association belge Coven Cernunnos, fondée en mai 1987 à Bruxelles et officiellement dissoute en juin 1990 est le paravent de sectes qui disposaient de plusieurs temples, de sensibilités différentes, au 223 rue Émile Vandervelde à Forchies-la-Marche, dans la région de Charleroi. Outre Francis Desmedt et Dominique Kindermans, Irène Grobler était la troisième présidente de l'institut.
Le nom d'Abrasax peut être rapproché d'Abraxas.
Dominique Kindermans (alias Grande Prêtresse 10e degré de la Wicca Belgique ou Grande Prêtresse suprême de l'église belge de Satan), qui fréquentait Le Lotus, librairie ésotérique de la chaussée d’Ixelles (à Ixelles), a créé en septembre 1988 à Saint-Gilles l'Ordre luciférien initiatique (OLI) ou Église universelle de Lucifer. En 1994, Kindermans est médiatisée par l'émission de la RTBF L' Écran Témoin qui fait grand bruit et donne un rayonnement inattendu à l'Église de Satan.

## Bouc-émissaire dans l'affaire Dutroux
En raison de soupçons d'abus sexuel ritualisé sataniste, une perquisition est effectuée par les policiers et les gendarmes belges le 21 décembre 1996 dans les locaux de l’ordre d’Abrasax. Elle est commanditée par la cellule d’enquête de Neufchâteau chargée de l’enquête Dutroux sur mandat de perquisition du juge Langlois de Neufchâteau. 
Ils découvrent un réfrigérateur rempli de sang animal et des crânes humains. L'enquête sur cette piste a tourné court. L'Institut Abrasax aurait servi de bouc-émissaire dans l'affaire Dutroux. Néanmoins, Samir Aouchiche, qui a passé dix ans comme victime des sectes satanistes, affirme avoir vu plusieurs enfants se faire violer lors de rituels pratiqués dans l'enceinte de cet institut.

## Émission de télévision
- Dossier Noir : L'affaire Abrasax : Faut-il brûler la sorcière ? Journaliste : Emmanuel Allaer ; Réalisation : Adrien Lasserre ; RTBF ; 2008